# Ruth Orkin
Ruth Orkin (Boston,1921 - Nova Iorque,1985), foi uma fotógrafa, foto-jornalista e cineasta americana, com ligações à cidade de Nova York e Hollywood. Conhecida pela sua fotografia An American Girl in Italy (1951), fotografou várias celebridades, incluindo Lauren Bacall, Doris Day, Ava Gardner, Tennessee Williams, Marlon Brando e Alfred Hitchcock . 

## Vida
Ruth Orkin nasceu no dia 3 de Setembro de 1921 em Boston, Massachusetts, era filha de Mary Ruby e Samuel Orkin.  Cresceu em Hollywood, onde a mãe seguia a carreira de actriz no cinema mudo. 
Em 1931, recebeu a sua primeira câmara fotográfica, uma Univex de 39 centavos, começou de imediato, a fazer experiências fotografando os amigos e professores da escola onde estudava.  Aos 17 anos, ela decidiu atravessar a América de bicicleta, de Los Angeles a cidade de Nova York, para ver a Feira Mundial de 1939. Ela completou a viagem em três semanas tendo registado fotograficamente o percurso que fez. 
Frequentou por um breve período o curso fotojornalismo na Los Angeles City College, em 1940,  antes de se tornar a primeira mensageira nos MGM Studios em 1941, seguindo o desejo de se tornar numa cineasta. 
Ela deixou o trabalho após descobrir as práticas discriminatórias do sindicato que não permitiam afiliadas. No mesmo ano, ingressou no Corpo de Mulheres Auxiliares do Exército durante a Segunda Guerra Mundial, na tentativa de se aprimorar como cineasta, conforme prometiam os anúncios que promoviam o grupo. A tentativa foi infrutífera, e ela foi dispensada em 1943, sem aprender fosse o que fosse sobre como filmar. 
Em 1943, Orkin mudou-se para Nova York para lançar-se como fotojornalista freelance. Começou a trabalhar como fotógrafa num clube nocturno e em 1945, o The New York Times contratou-a para fotografar Leonard Bernstein.  A sua carreira como freelancer, cresceu à medida que ela ia sendo contratada para fotografar, por revistas e jornais como a  Life, Look, Ladies 'Home Journal, entre outras.  Com isto conseguiu penetrar numa área fortemente masculina. 
A imagem mais famosa de Orkin é An American Girl in Italy (1951).  O tema da fotografia agora icónica era Ninalee Craig, de 23 anos (conhecida na época como Jinx Allen). A fotografia fazia parte de uma série originalmente intitulada "Não tenha medo de viajar sozinha".  A imagem mostrava Ninalee a passar, com confiança, por um grupo de homens italianos em Florença. Em artigos escritos sobre a fotografia, Ninalee afirma que a imagem não foi encenada, foi uma das muitas tiradas ao longo do dia, com o objectivo de mostrar como era divertido viajar sozinha.   
Em 1952, Orkin casou-se com o fotógrafo, cineasta e membro da Photo League, Morris Engel. Orkin e Engel colaboraram em dois grandes filmes independentes, "Little Fugitive" (1953) e "Lovers and Lollipops" (1955).  Após o sucesso dos dois filmes, Orkin voltou à fotografia, tirando fotos coloridas do Central Park da janela do seu apartamento. As fotografias que daí resultaram foram reunidas em dois livros, "A World Through My Window" (1978) e "More Pictures from My Window" (1983).  
Orkin ensinou fotografia na School of Visual Arts no final dos anos 1970, e no International Center of Photography em 1980.  Depois de uma longa batalha pessoal contra o cancro, Orkin morreu no seu apartamento em Nova York, no dia 16 de Janeiro de 1985. 

## Prémios
Recebeu os prémios:
Fotografia
- Vencedora do 3º Prémio, Concurso de Jovens Fotógrafos da Revista LIFE, 1951
- Uma das dez melhores fotógrafas dos EUA, Professional Photographers of America, 1959
- 1º Prémio Cultural Anual de Manhattan, Fotografia, 1980

Outros
- Certificado de Mérito, Municipal Art Society of New York, 1984